# Глушко, Анатолий Иванович
Анатолий Иванович Глушко́ (1913—1964) — инженер-энергетик, лауреат Сталинской премии (1950).

## Биография
Родился в 1913 году в Екатеринославе ныне (Днепр, Украина).
Окончил Московский энергетический институт (1936).
Главный инженер Щербаковской ГЭС (1941—1942) и Угличской ГЭС (1943—1950), главный инженер, директор каскада Ленэнерго (1951—1954).
В 1954—1964 годы — заведующий кафедрой энергосистем и сетей Куйбышевского индустриального (политехнического) института, кандидат технических наук (1953), доцент (1955). Подготовил докторскую диссертацию «Переходные процессы в дальних линиях электропередач с учётом генераторов», но не успел её защитить в связи со смертью.
Умер в 1964 году.

## Признание
- Сталинская премия второй степени (1951) — за автоматизацию и телемеханизацию Узбекской и Московской энергосистем
- ордена и медали

Сочинения
- Переходные процессы в дальних линиях электропередач [Текст] : [Доклад] / А. И. Глушко, канд. техн. наук доц. ; Куйбышевское обл. правл. Науч.-техн. о-ва энергет. пром-сти. Всесоюз. ин-т по проектированию организации энергет. строительства «Оргэнергострой». — Куйбышев : [Оргэнергострой], 1957. — 52 с. : черт.; 20 см.